# Alexandr Pletniev
Alexandr Pletniev –en ruso, Александр Плетнев– (1948) es un deportista soviético que compitió en natación, especialista en el estilo libre. Ganó dos medallas en el Campeonato Europeo de Natación de 1966.

## Palmarés internacional
| Campeonato Europeo | Campeonato Europeo     | Campeonato Europeo | Campeonato Europeo |
| Año                | Lugar                  | Medalla            | Prueba             |
| ------------------ | ---------------------- | ------------------ | ------------------ |
| 1966               | Utrecht (Países Bajos) | Medalla de oro     | 4 × 200 m libre    |
| 1966               | Utrecht (Países Bajos) | Medalla de bronce  | 1500 m libre       |